# Mont Gambier
Pour les articles homonymes, voir Gambier.
Le mont Gambier, en anglais Mount Gambier, est un volcan d'Australie situé juste au sud de la ville de Mount Gambier, en Australie-Méridionale. Il est formé de quatre maars alignés et partiellement remplis par des lacs, le Blue Lake, le Valley Lake, le Leg of Mutton Lake et le Brownes Lake.
Apparu il y a environ 4 900 ans, c'est l'un des plus jeunes volcans d'Australie. Sa dernière éruption remonte à vers 2900 av. J.-C.. Il est né du point chaud d'Australie orientale.